# Адам, Джон (генерал-губернатор)
Джон Адам (англ. John Adam; 4 мая 1779 — 4 июня 1825, близ Мадагаскара) — британский колониальный чиновник и администратор, исполняющий обязанности Генерал-губернатора Индии (1823).

## Биография
Сын адвоката, генерального солиситора Шотландии. Учился в школе Чартерхаус. Слушал лекции в Эдинбургском университете.
В феврале 1796 года отправился в Калькутту, где стал работать в Британской Ост-Индской компании. Был секретарём генерал-губернатора Индии Фрэнсиса Роудон-Гастингса, которого сопровождал во время Третьей англо-маратхской войны. В 1817 г. был назначен членом совета директоров . В 1819 году стал членом Верховного Совета Индии.
После отъезда лорда Гастингса в январе 1823 года исполнял обязанности генерал-губернатора Индии. С 9 января по 1 августа 1823 года был и. о. губернатора президентства Форт-Уильяма (Бенгалия).
Во время правления ограничивал свободу прессы в Британской Индии, выделял государственные средства на поощрение индийского образования. Его здоровье ухудшилось, из-за чего он оставил работу и уехал в марте 1825 года. После путешествия в Бомбей и посещения Алморы в нижних Гималаях Д. Адам сел на корабль, чтобы вернуться в Британию. 4 июня 1825 года умер у побережья Мадагаскара и был похоронен в море.

## Память
- В его честь в 1826 году был назван род Adamia Wall., Tent. Fl. Nep. 46. t. 36 (1824) семейства гортензиевых (Hydrangeaceae).